# Challenger de Knoxville 2024
El torneo Knoxville Challenger 2024 fue un torneo de tenis perteneció al ATP Challenger Tour 2024 en la categoría Challenger 75. Se trató de la 20ª edición; el torneo tuvo lugar en la ciudad de Knoxville (Estados Unidos), desde el 4 hasta el 10 de noviembre de 2024 sobre pista dura bajo techo.

## Jugadores participantes del cuadro de individuales
| Preclasificado | País                      | Jugador             | Rank1 | Posición en el torneo |
| 1              | Bandera de Australia      | Adam Walton         | 92    | Primera ronda         |
| 2              | Bandera de Estados Unidos | Christopher Eubanks | 119   | CAMPEÓN               |
| 3              | Bandera de Estados Unidos | Learner Tien        | 125   | FINAL                 |
| 4              | Bandera de Estados Unidos | Mitchell Krueger    | 144   | Segunda ronda         |
| 5              | Bandera de Estados Unidos | Zachary Svajda      | 165   | Segunda ronda         |
| 6              | Bandera de Estados Unidos | Patrick Kypson      | 169   | Segunda ronda         |
| 7              | Bandera de Argentina      | Juan Pablo Ficovich | 174   | Primera ronda         |
| 8              | Bandera de Kazajistán     | Dmitry Popko        | 175   | Primera ronda         |

- 1 Se ha tomado en cuenta el ranking del 28 de octubre de 2024.

### Otros participantes
Los siguientes jugadores recibieron una invitación (wild card), por lo tanto ingresan directamente al cuadro principal (WC):
- Murphy Cassone
- Colton Smith
- Shunsuke Mitsui

Los siguientes jugadores ingresan al cuadro principal tras disputar el cuadro clasificatorio (Q):
- Micah Braswell
- Stefan Dostanic
- Toby Kodat
- Alexander Kotzen
- Kenta Miyoshi
- Max Wiskandt

## Campeones

### Individual Masculino
- Christopher Eubanks derrotó en la final a  Learner Tien por 7–5, 7–6(9)

### Dobles Masculino
- Patrick Harper /  Johannus Monday derrotaron en la final a  Micah Braswell /  Eliot Spizzirri por 6–2, 6–2